# Mathias Knauer
Mathias Knauer (* 1942 in Biel) ist ein Schweizer Filmschaffender.

## Leben
Mathias Knauer studierte Musikwissenschaft, Philosophie und Publizistik an der Universität Zürich. Seit 1963 arbeitet er als Musikkritiker, politischer Journalist und Publizist. Bis 1975 war er Assistent am Musikwissenschaftlichen Seminar der Universität Zürich.
Knauer ist Mitbegründer der Filmcooperative Zürich (1972) und des Filmkollektivs Zürich (1976). Er ist Autor von fünf Filmen, die er alle zusammen mit dem Kameramann Rob Gnant drehte.
Von 1994 bis 1996 war Knauer Vizepräsident des Verbandes Schweizerischer Filmgestalter VSFG (heute FDS, Verband Filmregie und Drehbuch Schweiz). Von 1997 bis 2001 war er Stiftungsrat der Schweizer Kulturstiftung Pro Helvetia sowie 2005 Mitbegründer und seitdem Vorstandsmitglied der Schweizer Koalition für die kulturelle Vielfalt.

## Filme
- 1982: Die unterbrochene Spur (Regie)
- 1985: El pueblo nunca muere (Regie)
- 1989: Berta Urech (Regie)
- 1990: Konrad Zuse – Ein Filmporträt des Computerpioniers und seiner Maschinen (Regie)
- 2001: Bitterfeld, 1992 (Regie)[3]

## Auszeichnungen
Sein Film Die unterbrochene Spur wurde am 31. Internationalen Filmfestival Mannheim-Heidelberg  1982 prämiert.

## Publikationen
- Max Haufler: Der Maler, Schauspieler, Filmautor und Regisseur. Zürich, Schweizerisches Filmzentrum 1982 (= Texte zum Schweizer Film 6).
- Die unterbrochene Spur: Antifaschistische Emigration in der Schweiz von 1933 bis 1945. Zürich, Limmat Verlag 1983. (zusammen mit Jürg Frischknecht)